# Тьерсо, Жюльен
Жан Батист Элизе Жюльен Тьерсо (фр. Jean-Baptiste Elisée Julien Tiersot; 5 июля 1857, Бурк-ан-Брес — 10 августа 1936, Париж) — французский музыковед, фольклорист, композитор, педагог, музыкальный критик.

## Биография
Родился в 1857 году в Бурк-ан-Брес. Сын врача; изучал медицину в Париже, но затем решил заниматься музыкой. В 1877 (согласно другим источникам — в 1876) году поступил в Парижскую консерваторию, где учился у Савара (гармония), Массне (композиция), Франка (орган) и Бурго-Дюкудре (история музыки). В 1883 году стал помощником библиотекаря Консерватории; с 1910 по 1920 год занимал должность главного библиотекаря.
Вначале Тьерсо совмещал композиторскую и исследовательскую деятельность, но затем полностью посвятил себя музыковедению. Основной сферой его интересов стали вопросы французской музыкальной культуры, в частности, народного творчества. В 1889 году был издан его фундаментальный труд «История народной песни во Франции» (Histoire de la chanson populaire en France), после чего Тьерсо получил правительственный заказ на собирание фольклора в Савойе и Дофине. С 1895 по 1900 год он путешествовал по Французским Альпам, записывая песни, известные лишь в устной традиции. Итогом стал опубликованный в 1903 году сборник «Народные песни, собранные во Французских Альпах» (Chansons populaires recueillies dans les Alpes françaises). Той же тематике посвящены сочинения «Мелодические типы во французской народной песне» (1894) и «Народная песня и писатели-романтики» (1931). Однако в круг научных интересов Тьерсо входила не только французская, но и японская, яванская, китайская, индийская, армянская, арабская и другие национальные музыки. Кроме того, он внёс вклад в популяризацию старинной европейской, а также скандинавской, русской и чешской музыки во Франции.
Жюльен Тьерсо — автор монографий о Бахе, Моцарте, Глюке, Руссо, Берлиозе, Сметане, а также множества научных статей. Опубликовал также переписку Берлиоза, «Французские письма Р. Вагнера» и ряд сборников народных песен.
Наследие Жюльена Тьерсо как композитора включает такие произведения, как «Рапсодия на народные песни Брешии», сюита «Народные французские танцы», симфоническая легенда «Сэр Хейлвин», песни, хоры и пр. В 1921 году Тьерсо был избран президентом Французского музыковедческого общества.
Умер в 1936 году в Париже.